# زیفنار
زیفنار (به هلندی: Zevenaar) یکی از شهرهای استان خلدرلاند در شرق هلند است که در نزدیکی مرز با آلمان می‌باشد. جمعیت این شهر طبق آمار سال ۲۰۰۷ معادل ۳۱٫۸۴۰ نفر بوده‌است.

## افراد مشهور
- فیلیپ کوکو (متولد ۱۹۷۰) فوتبالیست
- اسمی دنترز خواننده زن هلندی
- رود نول (متولد ۱۹۸۱) فوتبالیست
- آندرس ماسیوس (کشیش کاتولیک)
- اریک پارلولیت (بازیکن هاکی)
- لیندا واگن میکرز (ستاره زن موسیقی)

## نگارخانه

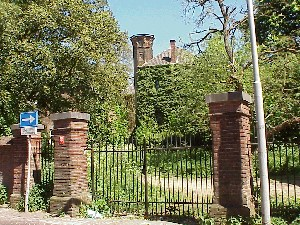
قلعه سونیر
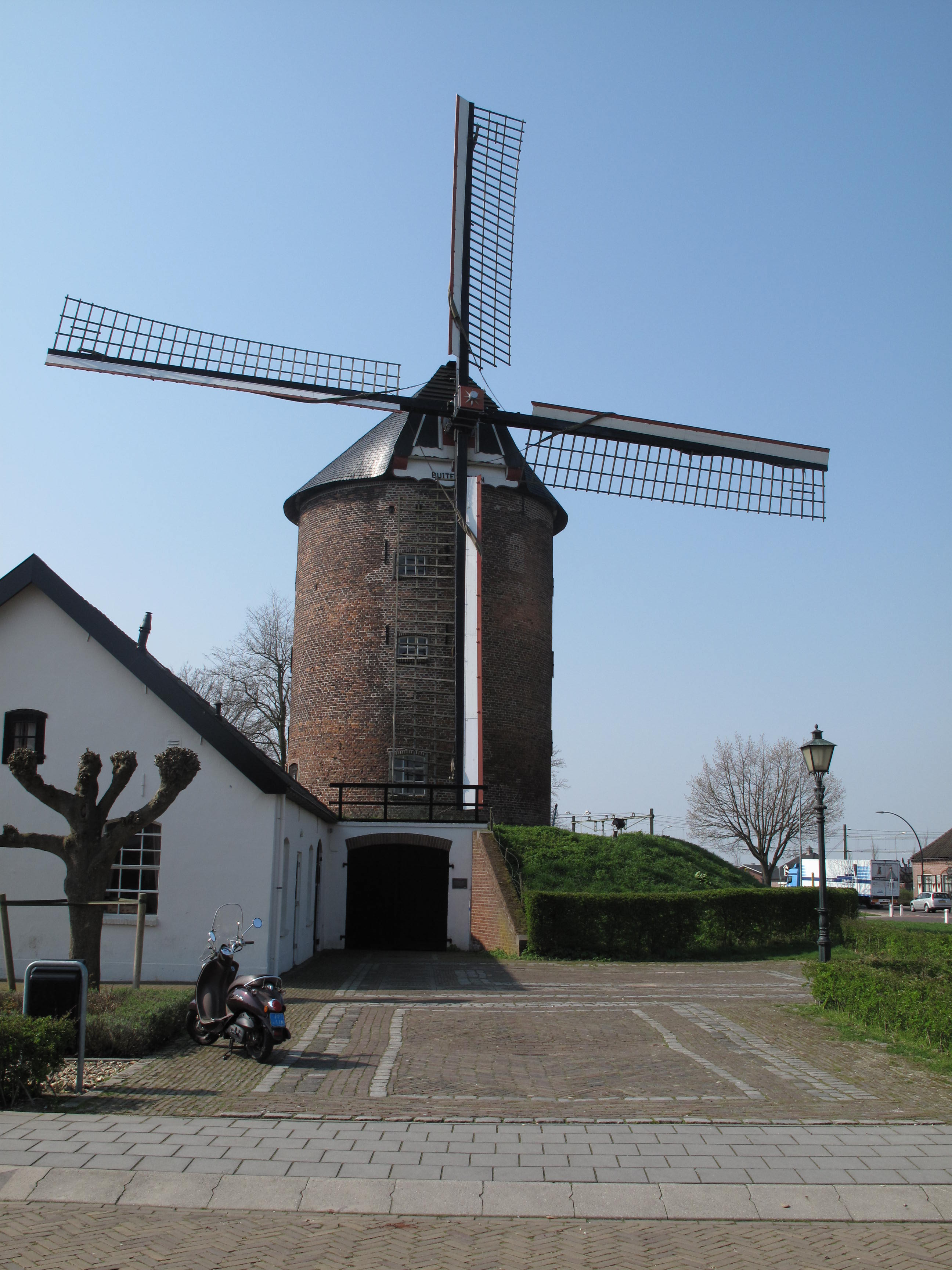
آسیاب بادی، زیفنار
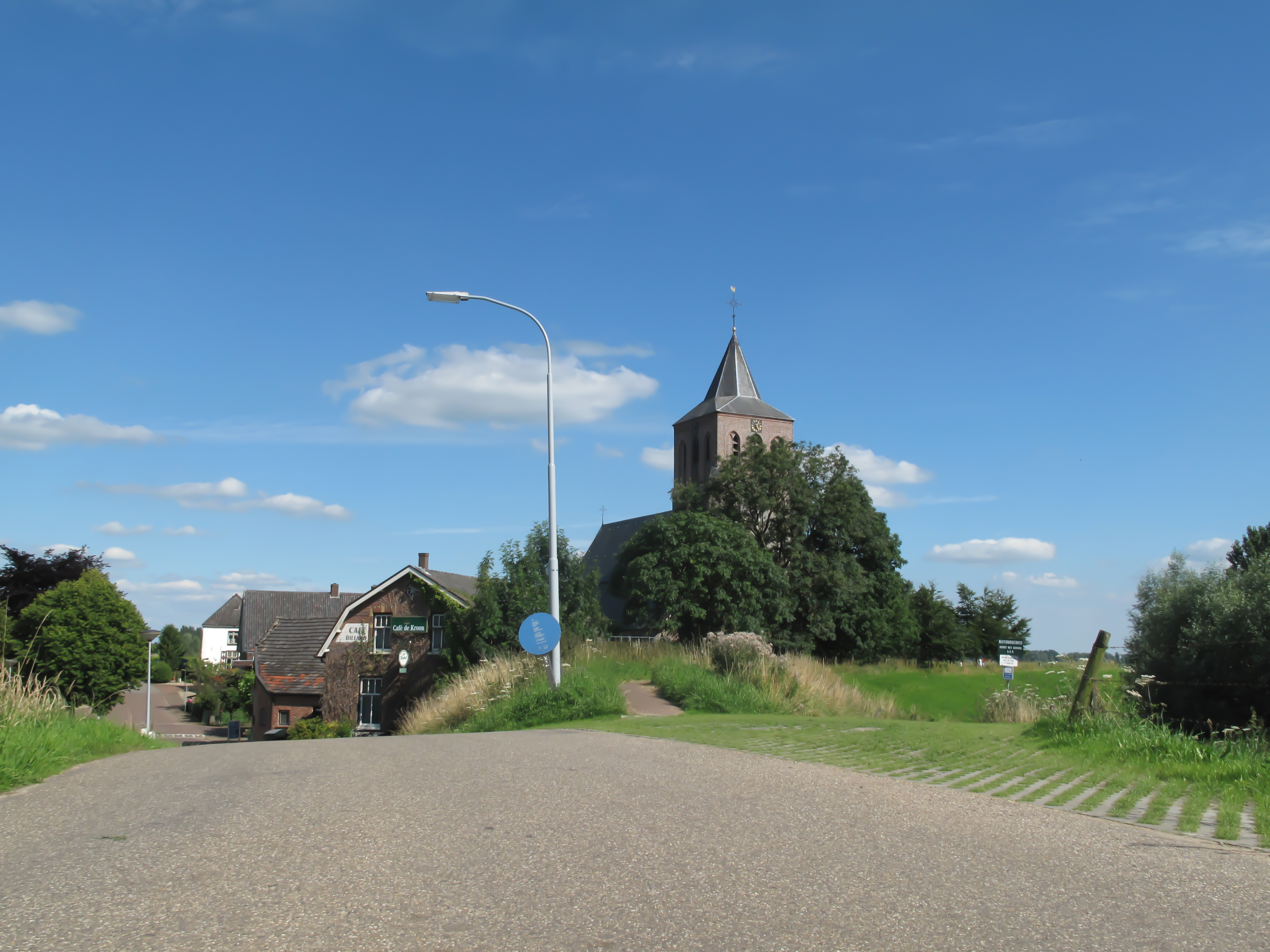
زیفنار